# Aminata Touré (tysk politiker)
 Ikke at forveksle med Aminata Touré (senegalesisk politiker).
Aminata Touré (født 15. november 1992) er en tysk politiker. Hun er medlem af det grønne tyske parti Bündnis 90/Die Grünen. Hun blev valgt til Landdagen i Slesvig-Holsten i juni 2017 i en alder af 25 år, og har været næstformand af Landdagen siden 28. august 2019.

## Tidligt liv og uddannelse
Tourés forældre var oprindeligt fra Mali, men flygtede til Tyskland efter det maliske statskup i 1991. Touré blev her født i Neumünster. Efter sin afsluttende eksamen studerede hun statskundskab og fransk på universitetet i Kiel og opnåede sin bachelorgrad i 2016. Hun studerede et semester i udlandet i 2013-14 på Universidad Complutense de Madrid. Fra 2014 til 2017 arbejdede hun for  forbundsdagsmedlemmet Luise Amtsberg.

## Karriere
I 2012 sluttede Touré sig til Grøn Ungdom Kiel (Grünen Jugend), og blev valgt som deres ordfører i 2013. I 2016 blev hun valgt til ledelsen af Bündnis 90/Die Grünen i Slesvig-Holstens, her var hun indtil hun blev valgt til landdagen i 2017.
Touré var kandidat for Slesvig-Holstens Grøn Ungdom ved det slesvig-holstenske delstatsvalg 2017 og var nummer 11 på partiets valgliste. Hun stillede samtidig op i enkeltmandskredsen Neumünster. Touré kom ikke ind i Landdagen efter valget, da Miljøpartiet kun fik ti mandater, dog overtog Touré senere den plads, der blev forladt af Monika Heinold, som blev udnævnt til finansminister i Slesvig-Holsten. Tourés mærkesager i Landdagen er migration, kvinder og ligestilling, børn og unge, LGBT-spørgsmål og antiracisme.
Ved Rasmus Andresens valg til Europa-Parlamentet i juni 2019 blev hans post som næstformand for landdagen ledigt, og Touré blev valgt til at efterfølge ham den 28. august 2019. Hun er den første afro-tysker, samt den yngste næstformand for en landdag.